# Kalmîkivka, Milove
Kalmîkivka (în ucraineană Калмиківка) este un sat în comuna Strilțivka din raionul Milove, regiunea Luhansk, Ucraina.

## Demografie
Componența lingvistică a localității Kalmîkivka
     Ucraineană (94,97%)
     Rusă (4,7%)
     Alte limbi (0,17%)
Conform recensământului din 2001, majoritatea populației localității Kalmîkivka era vorbitoare de ucraineană (94,97%), existând în minoritate și vorbitori de rusă (4,7%).